# Codex Koridethi

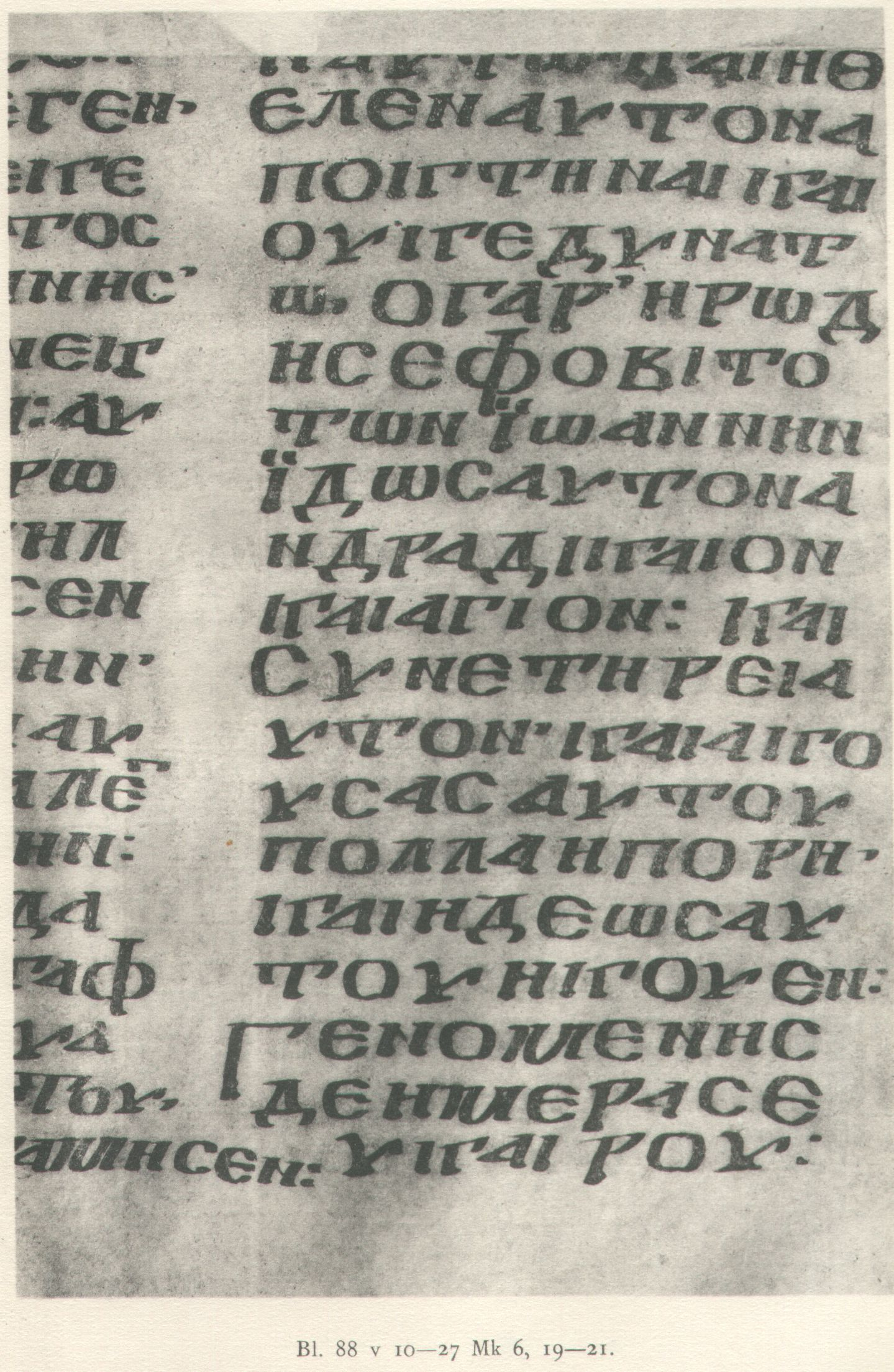
Codex Coridethianus

Il Codex Koridethi o Codex Coridethianus (Gregory-Aland: Θ, 038, o Theta; Soden: ε 050) è un manoscritto in greco onciale datato al IX secolo. Contiene i quattro vangeli canonici.

## Critica testuale
Il manoscritto manca della Pericope dell'adultera (Vangelo secondo Giovanni 8,1-11).
In Vangelo secondo Matteo 27,16-17 il manoscritto documenta di un "Gesù Barabba"; questa lettura, nota anche ad Origene, fa associare il testo alla famiglia cesariense.